# N.K. Nielsen-Grøn
Niels Kristian Nielsen-Grøn (født 4. maj 1853 i Brøndum, død 31. maj 1918 i København) var en dansk lærer, gårdejer og politiker. Han sad i Folketinget fra 1881 til 1892 og igen 1898 til 1909. Han tilhøre forskellige Venstre-grupperinger i Folketinget.
Nielsen-Grøn blev født i Brøndum vest for Løgstør i 1853 som søn af gårdejer Niels Jensen Grøn. Han gik på Ryslinge Højskole i 1871-1872 og i 1872-1873 og på Staby Højskole i 1873. Han var lærer i Brejning øst for Ringkøbing 1873-1875 hvorefter han læste til lærer på Gjedved Seminarium 1875-1877. Efter sin lærereksamen blev han højskolelærer på Sønderholm Højskole ved Nibe 1877-1879 og på Nørre Ørslev Højskole på Falster 1879-1881. Så købte han en gård på 2 tønder hartkorn i Klakring øst for Vejle. Foruden at drive gården underviste han på Vestbirk Højskole i 1885-1886, var medudgiver og redaktør af Nyborg Dagblad 1886-1888 og havde en købmandshandel fra 1888.
Han havde en række tillidsposter, blandt andet bestyrelsesmedlem i Horsens-Juelsminde Jernbanen 1892-1902 og formand for Horsens-Odder Jernbanen, vurderingsmand, bestyrelsesmedlem i Dansk Afholdsforening fra 1898, næstformand Klakring meningshedråd og andet.
Nielsen-Grøn stillede op ved folketingsvalget i maj 1881 i Sakskøbingkredsen og vandt over højremanden Julius Stürup som havde haft kredsen siden 1879. Han blev genvalgt indtil folketingsvalget 1892 hvor kredsen igen gik til en højremand. Ved folketingsvalget i 1895 forsøgte han sig i Nakskovkredsen men tabte til grev Ludwig Reventlow. Ved valget i 1898 vandt til gengæld over Leth-Espensen i Odderkredsen. Han blev genvalgt i Odderkredsen indtil valget i 1909 hvor han ikke længere stillede op. Nielsen-Grøn tilsluttede sig først De Udtrådte i Folketinget, senere Folketingets Venstre, Det forhandlende Venstre og Venstrereformpartiet.
Nielsen-Grøn blev udnævnt til ridder af Dannebrog i 1905.